# Resolució 1996 del Consell de Seguretat de les Nacions Unides
La Resolució 1996 del Consell de Seguretat de les Nacions Unides fou adoptada per unanimitat el 8 de juliol de 2011. Després de donar la benvinguda a la independència del Sudan del Sud, el Consell va establir la Missió de les Nacions Unides al Sudan del Sud (UNMISS) per un període inicial d'un any.

## Resolució

### Observacions
En el preàmbul de la Resolució 1996, el Consell de Seguretat va subratllar la importància d'un enfocament global de la consolidació de la pau que abordés les causes subjacents del conflicte i els principis de seguretat i desenvolupament mútuament reforçats. Va deplorar la persistència del conflicte i el seu efecte sobre la població civil, tot subratllant la importància de la consolidació de la pau després del conflicte, especialment a través de l'enfortiment de les institucions nacionals.
Mentrestant, els membres del Consell sol·licitaren la cooperació entre la UNMISS i altres operacions de manteniment de la pau a la zona, els organismes de les Nacions Unides i altres organitzacions per implementar la consolidació de la pau després del conflicte. El Consell també va recordar diversos acords entre el Govern del Sudan i el Moviment d'Alliberament del Poble Sudanès (SPLA/M) sobre l'estatut d'Abyei, la seguretat a la frontera i la seguretat als estats de Nil Blau i Kordofan del Sud.

### Actes
Segons Capítol VII de la Carta de les Nacions Unides, el Consell va establir la UNMISS per un període inicial d'un any amb la intenció de renovacions addicionals, si fos necessari. Va decidir que la missió consistirà en 7.000 militars i 900 policies. Es consideraria una revisió sobre si s'han de reduir els números de tropes a 6.000 en tres o sis mesos.
La UNMISS va ser l'encarregada de centrar-se en la seguretat i el desenvolupament, inclòs el suport a la consolidació de la pau i la construcció de l'estat, donant suport al govern del Sudan del Sud en la resolució de conflictes, la protecció dels civils, establir l'Estat de dret i enfortint la seguretat i el sector de la justícia. Estava autoritzada a utilitzar "tots els mitjans necessaris" per fer complir el mandat.
La resolució va exigir l'accés sense restriccions i plena cooperació plena amb la UNMISS de tots els estats. Va exigir que l'Exèrcit de Resistència del Senyor cessés els atacs contra civils del Sudan del Sud i que posés fi a l'ús de nens soldat. Es va instar al Sudan del Sud a augmentar la participació de les dones en la societat i a reformar el sistema penitenciari.
Finalment, es va instar al Secretari General de les Nacions Unides Ban Ki-moon a proporcionar més detalls sobre el funcionament i informar sobre el seu progrés.